# South Wales Central (région électorale du Senedd)
Pour les articles homonymes, voir South Wales Central.
South Wales Central est une région électorale de l'Assemblée nationale du pays de Galles, composée de huit circonscriptions. La région élit 12 membres, huit membres de circonscription directement élus et quatre membres supplémentaires. La région électorale a été utilisée pour la première fois en 1999, lors de la création de l'Assemblée du pays de Galles.
Chaque circonscription élit un membre de l'Assemblée par le système uninominal majoritaire, et la région dans son ensemble élit quatre membres de l'Assemblée supplémentaires ou complémentaires, afin de créer un certain degré de représentation proportionnelle. Les sièges supplémentaires sont attribués à partir des listes fermées par la méthode d'Hondt, les résultats des circonscriptions étant pris en compte dans l'allocation.

## Frontières du comté
La région couvre une grande partie du comté préservé de Mid Glamorgan et une grande partie du comté préservé de South Glamorgan. Le reste de Mid Glamorgan se trouve en partie dans la région électorale South Wales East et en partie dans South Wales West. Le reste de South Glamorgan se trouve dans la région électorale de South Wales West.

## Profil de la région électorale
La région est principalement urbaine, en prenant la capitale et la plus grande ville du pays de Galles, Cardiff, ainsi que l'ancienne ville minière ouvrière de Pontypridd, la station balnéaire de Barry, et des parties des vallées autrefois industrielles et encore très peuplées, South Wales Valleys. Cependant, la région comprend également des zones rurales dans la partie ouest de la Vale of Glamorgan.

## Circonscription
Les huit circonscriptions porte les noms et les limites des circonscriptions électorales de la Chambre des communes du Parlement du Royaume-Uni (Westminster):
| Circonscription           | 2016 Résultat | 2016 Résultat                       | Preserved counties                                         |
| ------------------------- | ------------- | ----------------------------------- | ---------------------------------------------------------- |
| Cardiff Central           |               | Jenny Rathbone Labour               | Entièrement dans South Glamorgan                           |
| Cardiff North             |               | Julie Morgan Labour                 | Entièrement dans South Glamorgan                           |
| Cardiff South and Penarth |               | Vaughan Gething Labour              | Entièrement dans South Glamorgan                           |
| Cardiff West              |               | Mark Drakeford Labour               | Entièrement dans South Glamorgan                           |
| Cynon Valley              |               | Vikki Howells Labour & Co-operative | Entièrement dans Mid Glamorgan                             |
| Pontypridd                |               | Mick Antoniw Labour                 | Partiellement Mid Glamorgan, Partiellement South Glamorgan |
| Rhondda                   |               | Leanne Wood Plaid Cymru             | Entièrement dans Mid Glamorgan                             |
| Vale of Glamorgan         |               | Jane Hutt Labour                    | Partiellement Mid Glamorgan, Partiellement South Glamorgan |

## Membres de l'Assemblée

### Circonscription AMs
| Term | Élection | Cardiff Central     | Cardiff Central      | Cardiff North          | Cardiff North         | Cardiff South and Penarth | Cardiff South and Penarth | Cardiff West         | Cardiff West        | Cynon Valley | Cynon Valley            | Pontypridd | Pontypridd          | Rhondda | Rhondda             | Vale of Glamorgan | Vale of Glamorgan |
| ---- | -------- | ------------------- | -------------------- | ---------------------- | --------------------- | ------------------------- | ------------------------- | -------------------- | ------------------- | ------------ | ----------------------- | ---------- | ------------------- | ------- | ------------------- | ----------------- | ----------------- |
| 1er  | 1999     |                     | Jenny Randerson (LD) |                        | Sue Essex (Lab)       |                           | Lorraine Barrett (Lab)    |                      | Rhodri Morgan (Lab) |              | Christine Chapman (Lab) |            | Jane Davidson (Lab) |         | Geraint Davies (PC) |                   | Jane Hutt (Lab)   |
| 2e   | 2003     |                     | Jenny Randerson (LD) | Leighton Andrews (Lab) | Sue Essex (Lab)       |                           | Lorraine Barrett (Lab)    |                      | Rhodri Morgan (Lab) |              | Christine Chapman (Lab) |            | Jane Davidson (Lab) |         |                     |                   | Jane Hutt (Lab)   |
| 3e   | 2007     |                     | Jenny Randerson (LD) | Leighton Andrews (Lab) | Jonathan Morgan (Con) |                           | Lorraine Barrett (Lab)    |                      | Rhodri Morgan (Lab) |              | Christine Chapman (Lab) |            | Jane Davidson (Lab) |         |                     |                   | Jane Hutt (Lab)   |
| 4e   | 2011     |                     | Jenny Rathbone (Lab) | Leighton Andrews (Lab) |                       | Julie Morgan (Lab)        | Vaughan Gething (Lab)     | Mark Drakeford (Lab) | Mick Antoniw (Lab)  |              | Christine Chapman (Lab) |            |                     |         |                     |                   | Jane Hutt (Lab)   |
| 5e   | 2016     | Vikki Howells (Lab) | Jenny Rathbone (Lab) |                        | Leanne Wood (PC)      | Julie Morgan (Lab)        | Vaughan Gething (Lab)     | Mark Drakeford (Lab) | Mick Antoniw (Lab)  |              |                         |            |                     |         |                     |                   | Jane Hutt (Lab)   |

### Liste Régional AMs
N.B. Ce tableau est uniquement à des fins de présentation
| Term | Élection | AM               | AM                        | AM                    | AM                  | AM                  | AM                    | AM | AM                  |
| ---- | -------- | ---------------- | ------------------------- | --------------------- | ------------------- | ------------------- | --------------------- | -- | ------------------- |
| 1er  | 1999     |                  | Jonathan Morgan (Con)     |                       | David Melding (Con) |                     | Owen John Thomas (PC) |    | Pauline Jarman (PC) |
| 2e   | 2003     | Leanne Wood (PC) | Jonathan Morgan (Con)     |                       | David Melding (Con) |                     | Owen John Thomas (PC) |    |                     |
| 3e   | 2007     | Leanne Wood (PC) | Andrew R. T. Davies (Con) | Chris Franks (PC)     | David Melding (Con) |                     |                       |    |                     |
| 4e   | 2011     | Leanne Wood (PC) | Andrew R. T. Davies (Con) |                       | David Melding (Con) | Eluned Parrott (LD) |                       |    |                     |
| 5e   | 2016     |                  | Andrew R. T. Davies (Con) | Gareth Bennett (UKIP) | David Melding (Con) | Neil McEvoy (PC)    |                       |    |                     |

## Assemblée galloise élection des membres supplémentaires 2016
| Parti | Parti                            | Sièges circonscription | Liste Votes (vote %) | D'Hondt Entitlement | Membres supplémentaires élus | Total Membres Élus | Déviation depuis D'Hondt Entitlement |
| ----- | -------------------------------- | ---------------------- | -------------------- | ------------------- | ---------------------------- | ------------------ | ------------------------------------ |
|       | Labour                           | 7                      | 78,366 (34 %)        | ?                   | 0                            | 7                  | ?                                    |
|       | Plaid Cymru                      | 1                      | 48,357 (21 %)        | 2                   | 1                            | 2                  | 0                                    |
|       | Conservateur                     | 0                      | 42,185 (18 %)        | 2                   | 0                            | 2                  | 0                                    |
|       | UKIP                             | 0                      | 23,958 (10 %)        | 0                   | 1                            | 1                  | 0                                    |
|       | Liberal Democrats                | 0                      | 14,875 (6 %)         | 0                   | 0                            | 0                  | 0                                    |
|       | Abolish the Welsh Assembly Party | 0                      | 9,163 (4 %)          | 0                   | 0                            | 0                  | 0                                    |
|       | Green                            | 0                      | 7,949 (3 %)          | 0                   | 0                            | 0                  | 0                                    |
|       | Women's Equality                 | 0                      | 2,807 (1 %)          | 0                   | 0                            | 0                  | 0                                    |
|       | Monster Raving Loony             | 0                      | 1,096 (0 %)          | 0                   | 0                            | 0                  | 0                                    |
|       | TUSC                             | 0                      | 736 (0 %)            | 0                   | 0                            | 0                  | 0                                    |
|       | Communist                        | 0                      | 520 (0 %)            | 0                   | 0                            | 0                  | 0                                    |
|       | Freedom to Choose                | 0                      | 470 (0,2 %)          | 0                   | 0                            | 0                  | 0                                    |

### Régional AMs élu 2016
| Parti | Parti        | Nom                 |
| ----- | ------------ | ------------------- |
|       | Conservateur | Andrew R. T. Davies |
|       | Conservateur | David Melding       |
|       | Plaid Cymru  | Neil McEvoy         |
|       | UKIP         | Gareth Bennett      |

## Assemblée galloise élection des membres supplémentaires 2011
| Parti | Parti                | Sièges circonscription | Liste Votes (vote %) | D'Hondt Entitlement | Membres supplémentaires élus | Total Membres Élus | Déviation depuis D'Hondt Entitlement |
| ----- | -------------------- | ---------------------- | -------------------- | ------------------- | ---------------------------- | ------------------ | ------------------------------------ |
|       | Labour               | 8                      | 85,445 (41,0 %)      | 6                   | 0                            | 8                  | +2                                   |
|       | Conservateur         | 0                      | 45,751 (22,0 %)      | 3                   | 2                            | 2                  | −1                                   |
|       | Plaid Cymru          | 0                      | 28,606 (13,7 %)      | 2                   | 1                            | 1                  | −1                                   |
|       | Liberal Democrats    | 0                      | 16,514 (7,9 %)       | 1                   | 1                            | 1                  | 0                                    |
|       | Green                | 0                      | 10,774 (5,2 %)       | 0                   | 0                            | 0                  | 0                                    |
|       | UKIP                 | 0                      | 8,292 (4,0 %)        | 0                   | 0                            | 0                  | 0                                    |
|       | Socialist Labour     | 0                      | 4,690 (2,3 %)        | 0                   | 0                            | 0                  | 0                                    |
|       | BNP                  | 0                      | 3,805 (1,8 %)        | 0                   | 0                            | 0                  | 0                                    |
|       | Welsh Christian      | 0                      | 1,873 (0,9 %)        | 0                   | 0                            | 0                  | 0                                    |
|       | Monster Raving Loony | 0                      | 1,237 (0,6 %)        | 0                   | 0                            | 0                  | 0                                    |
|       | TUSC                 | 0                      | 830 (0,4 %)          | 0                   | 0                            | 0                  | 0                                    |
|       | Communist            | 0                      | 516 (0,2 %)          | 0                   | 0                            | 0                  | 0                                    |

### Régional AMs élu 2011
| Parti | Parti             | Nom                 |
| ----- | ----------------- | ------------------- |
|       | Conservateur      | Andrew R. T. Davies |
|       | Conservateur      | David Melding       |
|       | Liberal Democrats | Eluned Parrott †    |
|       | Plaid Cymru       | Leanne Wood         |

† Replaced John Dixon, who was disqualified for being a member of a public body to which AMs cannot belong.

## Assemblée galloise élection des membres supplémentaires 2007[2]
| Parti | Parti                 | Sièges circonscription | Liste Votes (vote %) | D'Hondt Entitlement | Membres supplémentaires élus | Total Membres Élus | Déviation depuis D'Hondt Entitlement |
| ----- | --------------------- | ---------------------- | -------------------- | ------------------- | ---------------------------- | ------------------ | ------------------------------------ |
|       | Labour                | 6                      | 70,799 (34,0 %)      | 5                   | 0                            | 6                  | +1                                   |
|       | Conservateur          | 1                      | 45,127 (21,7 %)      | 3                   | 2                            | 3                  | 0                                    |
|       | Plaid Cymru           | 0                      | 32,207 (15,5 %)      | 2                   | 2                            | 2                  | 0                                    |
|       | Liberal Democrats     | 1                      | 29,626 (14,0 %)      | 2                   | 0                            | 1                  | −1                                   |
|       | BNP                   | 0                      | 7,889 (3,8 %)        | 0                   | 0                            | 0                  | 0                                    |
|       | Green                 | 0                      | 7,831 (3,8 %)        | 0                   | 0                            | 0                  | 0                                    |
|       | UKIP                  | 0                      | 7,645 (3,7 %)        | 0                   | 0                            | 0                  | 0                                    |
|       | Welsh Christian       | 0                      | 1,987 (1,0 %)        | 0                   | 0                            | 0                  | 0                                    |
|       | Socialist labour      | 0                      | 1,744 (0,8 %)        | 0                   | 0                            | 0                  | 0                                    |
|       | Respect               | 0                      | 1,079 (0,5 %)        | 0                   | 0                            | 0                  | 0                                    |
|       | Socialist Alternative | 0                      | 838 (0,4 %)          | 0                   | 0                            | 0                  | 0                                    |
|       | Communist             | 0                      | 817 (0,4 %)          | 0                   | 0                            | 0                  | 0                                    |
|       | Christian Peoples     | 0                      | 757 (0,4 %)          | 0                   | 0                            | 0                  | 0                                    |
|       | Socialist Equality    | 0                      | 292 (0,1 %)          | 0                   | 0                            | 0                  | 0                                    |

## Assemblée galloise élection des membres supplémentaires 2003
| Parti | Parti                     | Sièges circonscription | Liste Votes (vote %) | D'Hondt Entitlement | Membres supplémentaires élus | Total Membres Élus | Déviation depuis D'Hondt Entitlement |
| ----- | ------------------------- | ---------------------- | -------------------- | ------------------- | ---------------------------- | ------------------ | ------------------------------------ |
|       | Labour                    | 7                      | 74,369 (41,08 %)     | 7                   | 0                            | 7                  | 0                                    |
|       | Conservateur              | 0                      | 33,404 (18,45 %)     | 2                   | 2                            | 2                  | 0                                    |
|       | Plaid Cymru               | 0                      | 27,956 (15,44 %)     | 2                   | 2                            | 2                  | 0                                    |
|       | Liberal Democrats         | 1                      | 24,926 (13,77 %)     | 1                   | 0                            | 1                  | 0                                    |
|       | UKIP                      | 0                      | 6,920 (3.82.%)       | 0                   | 0                            | 0                  | 0                                    |
|       | Green                     | 0                      | 6,047 (3,34 %)       | 0                   | 0                            | 0                  | 0                                    |
|       | Socialist labour          | 0                      | 3,217 (1,78 %)       | 0                   | 0                            | 0                  | 0                                    |
|       | New Millennium Bean Party | 0                      | 1,027 (0,57 %)       | 0                   | 0                            | 0                  | 0                                    |
|       | Cymru Annibynnol          | 0                      | 1,018 (0,56 %)       | 0                   | 0                            | 0                  | 0                                    |
|       | Vote 2 Stop the War       | 0                      | 1,013 (0,56 %)       | 0                   | 0                            | 0                  | 0                                    |
|       | Communist                 | 0                      | 577 (0,32 %)         | 0                   | 0                            | 0                  | 0                                    |
|       | ProLife Alliance          | 0                      | 573 (0,32 %)         | 0                   | 0                            | 0                  | 0                                    |

## Assemblée galloise élection des membres supplémentaires 1999
| Parti | Parti              | Sièges circonscription | Liste Votes (vote %) | D'Hondt Entitlement | Membres supplémentaires élus | Total Membres Élus | Déviation depuis D'Hondt Entitlement |
| ----- | ------------------ | ---------------------- | -------------------- | ------------------- | ---------------------------- | ------------------ | ------------------------------------ |
|       | Labour             | 6                      | 79,564 (36,92 %)     | 5                   | 0                            | 6                  | +1                                   |
|       | Plaid Cymru        | 1                      | 58,080 (26,95 %)     | 3                   | 2                            | 3                  | 0                                    |
|       | Conservateur       | 0                      | 34,944 (16,22 %)     | 2                   | 2                            | 2                  | 0                                    |
|       | Liberal Democrats  | 1                      | 30,911 (14,35 %)     | 2                   | 0                            | 1                  | −1                                   |
|       | Green              | 0                      | 5,336 (2,48 %)       | 0                   | 0                            | 0                  | 0                                    |
|       | Socialist labour   | 0                      | 2,822 (1,31 %)       | 0                   | 0                            | 0                  | 0                                    |
|       | Indépendant        | 0                      | 1,524 (0,71 %)       | 0                   | 0                            | 0                  | 0                                    |
|       | Natural Law        | 0                      | 665 (0,31 %)         | 0                   | 0                            | 0                  | 0                                    |
|       | Communist          | 0                      | 652 (0,30 %)         | 0                   | 0                            | 0                  | 0                                    |
|       | Socialist Alliance | 0                      | 602 (0,28 %)         | 0                   | 0                            | 0                  | 0                                    |
|       | Indépendant        | 0                      | 378 (0,18 %)         | 0                   | 0                            | 0                  | 0                                    |